# Henry Lincoln
Henry Lincoln (12 de fevereiro de 1930 - 24 de fevereiro de 2022) é o pseudônimo mais conhecido de Henry Soskin, foi um escritor, jornalista e ator inglês. Coescreveu três multipartes da série Doctor Who na década de 1960. Seu fascínio com o Egito (ele aprendeu a ler hieróglifos) o levou a uma exploração dos mistérios históricos, mitologias e religiões.
No início na década de 1970, foi autor de uma série de livros e documentários inspirados para o canal de televisão britânico BBC2, sobre os alegados "mistérios" em torno da aldeia francesa de Rennes-le-Château. Este lançou uma série de palestras e, em 1982, Lincoln co-escreveu o livro pseudohistorico The Holy Blood and the Holy Grail, que se tornou a inspiração para o best-seller de Dan Brown, O Código Da Vinci.

## Obras
Nota: Lincoln é por vezes creditado como Henry Soskin ou Norman Ashby
- séries de televisão da década de 1960:
  - The Avengers
  - The Champions
  - Emergency Ward 10
  - Man in a Suitcase

- Como co-autor, com Mervyn Haisman, de três de histórias de Doctor Who
  - The Abominable Snowmen
  - The Web of Fear
  - The Dominators

- Como co-autor, com Mervyn Haisman, do filme Boris Karloff, Curse of the Crimson Altar, 1968

- Três documentários da BBC2 sobre Rennes-le-Château, escrito e narrado por Henry Lincoln.  
  - Chronicle: The Lost Treasure of Jerusalem?", March 31, 1971
  - The Priest, the Painter, and the Devil, 1974
  - The Shadow of the Templars, 1979 (com Baigent & Leigh)

- 1982: The Holy Blood and the Holy Grail (com Michael Baigent e Richard Leigh)
- 1987: The Messianic Legacy (com Michael Baigent e Richard Leigh)
- 1991: The Holy Place: Discovering the Eighth Wonder of the Ancient World (ou The Holy Place: Decoding the Mystery of Rennes-Le-Château ou The Holy Place: Saunière and the Decoding of the Mystery of Rennes-le-Château)
- 1992: The Secret: documentário de parte 4, escritos e apresentados para a TV2 Danmark
- 2002: Key to the Sacred Pattern: The Untold Story of Rennes-le-Château
- 2002: The Templars' Secret Island: The Knights, The Priest and The Treasure (com Erling Haagensen)
- 2005: Origins of the Da Vinci Code" DVD (com Erling Haagensen)